# Swiss Indoors Basel 2010 - Qualificazioni singolare
Le qualificazioni del singolare allo Swiss Indoors Basel 2010 sono state un torneo di tennis preliminare per accedere alla fase finale della manifestazione. I vincitori dell'ultimo turno sono entrati di diritto nel tabellone principale. In caso di ritiro di uno o più giocatori aventi diritto a questi sono subentrati i lucky loser, ossia i giocatori che hanno perso nell'ultimo turno ma che avevano una classifica più alta rispetto agli altri partecipanti che avevano comunque perso nel turno finale.
Le qualificazioni dello Swiss Indoors Basel  2010 prevedevano 16 partecipanti di cui 4 sono entrati nel tabellone principale.

## Teste di serie
1. Jarkko Nieminen (Qualificato)
2. Robin Haase (Qualificato)
3. Tobias Kamke (ultimo turno)
4. Daniel Brands (Qualificato)

1. Lukáš Lacko (primo turno)
2. Karol Beck (ultimo turno)
3. Jan Hájek (Qualificato)
4. Paul-Henri Mathieu (ultimo turno)

## Qualificati
1. Jarkko Nieminen
2. Robin Haase

1. Jan Hájek
2. Daniel Brands

## Tabellone

### Legenda
| - Q = Qualificato - WC = Wild card - LL = Lucky loser | - ALT = Alternate - SE = Special Exempt - PR = Protected Ranking | - w/o = Walkover - r = Ritirato - d = Squalificato |

### Sezione 1
|  | Primo turno | Primo turno       | Primo turno       | Primo turno | Primo turno |  |  | Ultimo turno | Ultimo turno    | Ultimo turno    | Ultimo turno | Ultimo turno |  |
|  |             |                   |                   |             |             |  |  |              |                 |                 |              |              |  |
|  | 1           | Jarkko Nieminen   | Jarkko Nieminen   | 6           | 6           |  |  |              |                 |                 |              |              |  |
|  |             | Alexander Sadecky | Alexander Sadecky | 4           | 2           |  |  | 1            | Jarkko Nieminen | Jarkko Nieminen | 6            | 7            |  |
|  |             | David Guez        | David Guez        | 6           | 6           |  |  |              | David Guez      | David Guez      | 1            | 5            |  |
|  | 5           | Lukáš Lacko       | Lukáš Lacko       | 4           | 1           |  |  |              |                 |                 |              |              |  |

### Sezione 2
|  | Primo turno | Primo turno        | Primo turno        | Primo turno | Primo turno |  |  | Ultimo turno | Ultimo turno       | Ultimo turno | Ultimo turno | Ultimo turno |  |
|  |             |                    |                    |             |             |  |  |              |                    |              |              |              |  |
|  | 2           | Robin Haase        | Robin Haase        | 6           | 6           |  |  |              |                    |              |              |              |  |
|  |             | Michael Lammer     | Michael Lammer     | 2           | 3           |  |  | 2            | Robin Haase        | 3            | 7            | 7            |  |
|  | 8           | Paul-Henri Mathieu | Paul-Henri Mathieu | 6           | 6           |  |  | 8            | Paul-Henri Mathieu | 6            | 63           | 68           |  |
|  |             | Roman Valent       | Roman Valent       | 1           | 4           |  |  |              |                    |              |              |              |  |

### Sezione 3
|  | Primo turno | Primo turno       | Primo turno       | Primo turno | Primo turno |  |  | Ultimo turno | Ultimo turno | Ultimo turno | Ultimo turno | Ultimo turno |  |
|  |             |                   |                   |             |             |  |  |              |              |              |              |              |  |
|  | 3           | Tobias Kamke      | Tobias Kamke      | 6           | 6           |  |  |              |              |              |              |              |  |
|  |             | Laurent Recouderc | Laurent Recouderc | 2           | 2           |  |  | 3            | Tobias Kamke | Tobias Kamke | 65           | 5            |  |
|  | 7           | Jan Hájek         | Jan Hájek         | 6           | 7           |  |  | 7            | Jan Hájek    | Jan Hájek    | 7            | 7            |  |
|  |             | Adrien Bossel     | Adrien Bossel     | 2           | 5           |  |  |              |              |              |              |              |  |

### Sezione 4
|  | Primo turno | Primo turno    | Primo turno    | Primo turno | Primo turno |  |  | Ultimo turno | Ultimo turno  | Ultimo turno  | Ultimo turno | Ultimo turno |  |
|  |             |                |                |             |             |  |  |              |               |               |              |              |  |
|  | 4           | Daniel Brands  | Daniel Brands  | 7           | 6           |  |  |              |               |               |              |              |  |
|  |             | Julian Reister | Julian Reister | 5           | 4           |  |  | 4            | Daniel Brands | Daniel Brands | 6            | 6            |  |
|  | 6           | Karol Beck     | Karol Beck     | 6           | 6           |  |  | 6            | Karol Beck    | Karol Beck    | 2            | 1            |  |
|  |             | Vincent Millot | Vincent Millot | 1           | 2           |  |  |              |               |               |              |              |  |